# High Offley
High Offley es una parroquia civil y un pueblo del distrito de Stafford, en el condado de Staffordshire (Inglaterra).

## Geografía
Según la Oficina Nacional de Estadística británica, High Offley tiene una superficie de 12,73 km².

## Demografía
Según el censo de 2001, High Offley tenía 880 habitantes (51,36% varones, 48,64% mujeres) y una densidad de población de 69,13 hab/km². El 18,86% eran menores de 16 años, el 75,68% tenían entre 16 y 74, y el 5,45% eran mayores de 74. La media de edad era de 40,66 años. Del total de habitantes con 16 o más años, el 20,45% estaban solteros, el 67,37% casados, y el 12,18% divorciados o viudos.
Según su grupo étnico, el 99,66% de los habitantes eran blancos y el 0,34% mestizos. La mayor parte (98,06%) eran originarios del Reino Unido. El resto de países europeos englobaban al 0,91% de la población, mientras que el 1,03% había nacido en cualquier otro lugar. El cristianismo era profesado por el 82,75% y cualquier otra religión, salvo el budismo, el hinduismo, el judaísmo, el islam y el sijismo, por el 0,34%. El 10,1% no eran religiosos y el 6,81% no marcaron ninguna opción en el censo.
Había 356 hogares con residentes y 8 vacíos.